# Bob Sweikert
Bob Sweikert (20 de maio de 1926 – 17 de junho de 1956) foi um automobilista estadunidense que esteve em automobilismo que esteve em seis (cinco) 500 Milhas de Indianápolis, quando a prova fazia parte do calendário da Fórmula 1 de 1950 até 1960: 1950 (não se qualificou), 1952, 1953, 1954, 1955 e 1956. Bob Sweikert venceu as 500 Milhas de Indianápolis de 1955.
Na década de 1950 (onde o GP de Indianápolis era considerado parte integrante do calendário, mas que apenas norte-americanos atuavam), seu nome consta nas estatísticas da F-1 (correu entre 1952 e 1956), com 5 GP's, 1 vitória e 8 pontos. Sweikert faleceu aos 30 anos de idade, após bater seu carro numa pista da cidade de Salem, no estado de Indiana.

## Biografia
Bob Sweikert cresceu na pré-guerra de Los Angeles. Sua mãe havia se casado com seu padrasto, um eletricista do estado da Califórnia, quando Bob era bebê. Bob foi criado em seus primeiros anos de adolescência com seu meio-irmão mais velho, Ed, que se alistou na Marinha dos EUA, e logo morreu em 1942, no início da Segunda Guerra Mundial. Naquele ano, a família se mudou rapidamente para São Francisco, depois atravessou a baía até a cidade rural de Hayward, Califórnia. Lá no colégio Bob conheceu sua futura esposa, Dorie.